# Francisco Javier Vitoria Cormenzana
Francisco Javier Vitòria Cormenzana (Bilbao, 5 d'abril de 1941), prevere de la Diòcesi de Bilbao, és un escriptor, professor i teòleg espanyol.

## Vida i trajectòria
Després d'ordenar-se capellà l'any 1968, Javier Vitòria va estar dos anys en una parròquia de Bilbao, al barri del Peñascal. Més tard va ser traslladat al Seminari de Bilbao, on va romandre sis anys en qualitat de formador i cinc més com a rector del centre. En aquest temps també va impartir classes de religió en un institut de Bilbao. Amb 40 anys es va anar a Barcelona, en concret a Sant Cugat del Vallès, on va realitzar la tesi doctoral en Teologia sota la tutoria de José Ignacio González Faus. Després d'acabar la tesi, defensada a la Facultat de teologia de Sant Pacià de Barcelona en 1985, va tornar a Bilbao, la seva ciutat natal, on ha gravitat la major part de la seva vida.
Allà va ser professor de la Universitat de Deusto. També va fer classes a la Facultat de Teologia del Nord d'Espanya a Vitòria, així com a la Universitat Centroamericana José Simeón Canyes (UCA) a San Salvador.
Va ser director de l'Institut Diocesà de Teologia i Pastoral de Bilbao i ha pertangut al Consell de redacció de la revista Església Viva al voltant de 30 anys. També és membre de l'àrea teològica de Cristianisme i Justícia des de la dècada dels 80, realitzant diverses publicacions fruit de la seva col·laboració amb l'entitat barcelonina.
A més de la seva relació amb activitats eclesials, Javier Vitòria ha estat involucrat en la fundació sociocultural biscaina EDE, de la qual ha estat president durant molt temps. També va ser un dels fundadors de Fiare Banca Ètica -secció espanyola de Banc Popolare- i membre del seu comitè ètic.

## Pensament[calcitació]
En l'àmbit acadèmic, ha estat professor de Cristologia i de Trinitat. A la universitat ha treballat en temes de teologia política, teologies de l'alliberament i teologia feminista.
Els seus interessos teològics han estat fonamentalment vinculats amb els temes de la salvació cristiana, de Déu, de l'experiència religiosa, així com amb les perspectives teològiques de la injustícia i del sofriment. A propòsit d'aquesta última qüestió, Javier Vitòria ha analitzat com fer teologia després d'Auschwitz, o en contemporaneïtat amb tants camps d'extermini que hi ha al nostre món.
El seu interès ha estat fonamentalment centrat en donar resposta teològica a les preguntes que sorgeixen no tant en els àmbits acadèmics, com en les realitats pastorals, així com en les comunitats cristianes, on la gent es planteja preguntes en relació amb la seva fe.
El seu interès per la teologia no ha partit, per tant, de les grans qüestions teòriques, sinó de les quals neixen de la vida diària i en l'acció pastoral. Per això ell mateix, abans que teòleg, es considera prevere, o servidor de la comunitat en els àmbits de la comunió, de la memòria de l'Evangeli i del servei a la comunitat.
A Javier Vitòria li ha agradat sempre treballar a la frontera. Des d'inicis dels anys 90 participa en una tertúlia de bastant audiència de la ràdio de la Diòcesi de Bilbao, Ràdio Popular. Entén que per a un cristià és molt rellevant entrar en el debat cultural i fer-ho amb criteris que es desprenen de l'Evangeli, però que es poden plantejar amb arguments de raó en la nostra societat pluralista.

## Obra
Francisco Javier Vitòria Cormenzana compta amb una extensa obra entre la qual trobem els següents llibres:
- Todavía la salvación cristiana? Los diseños soteriológicos de cuatro cristologías actuales: "Jesús, el Cristo", "El Dios crucificado", "Cristología desde América Latina" y "La Humanidad Nueva" I y II. Vitoria: Eset, 1986.
- Salvación de Jesucristo: aproximación a cuatro diseños soteriológicos para nuestro tiempo. Barcelona: Cristianisme i Justícia, 1988.
- La presencia pública de los cristianos en la sociedad. Madrid: HOAC, 1995.
- Religión, Dios, Iglesia en la sociedad española. Santander: Sal Terrae, 1997.
- Jesús de Nazaret: he ahí el hombre. Bilbao: Desclée De Brouwer, 2001.
- Avistar a Dios en el cuarto mundo. Bilbao: Desclée De Brouwer, 2001.
- Notas teológico-pastorales para la celebración de la liturgia de la muerte. Bilbao: Desclée De Brouwer, 2004.
- Pobreza cero. Hoy es posible. Bilbao: Desclée De Brouwer, 2007.
- El Dios Cristiano. Bilbao: Universidad de Deusto, 2008.
- No hay territorio comanche para Dios. Accesos a la experiencia cristiana de Dios. Madrid: HOAC, 2009.
- Una teología arrodillada e indignada. Santander: Sal Terrae, 2013; Una teologia agenollada i indignada. Al servei de la Fe i la Justícia. Barcelona: Cristianisme i Justícia, 2013.[5]
- Conversaciones con José Ignacio González Faus a cargo de Javier Vitoria. Madrid: PPC, 2014.

Llibres d'autoria compartida:
- Experiencia y Gratuidad. La fe cristiana. (amb Manuel Reus Canals). Madrid: PPC, 2010.
- La Fe, Dios y Jesucristo. (amb Manuel Reus Canals y José Arregi Olaizola). Madrid: PPC, 2011.
- Indignación: caminos de transgresión y esperanza. (amb Luis A. Aranguren Gonzalo y Joaquín García Roca). Madrid: PPC, 2014.

Ha publicat diversos quaderns de la mà de Cristianisme i Justícia:
- Un ordre econòmic just. Quadern 87. Barcelona: Cristianisme i Justícia, desembre 1998.
- Cristianisme bel·ligerant amb la injustícia. Manifest als 20 anys de Cristianisme i Justícia. Quadern 100. Barcelona: Cristianisme i Justícia, desembre 2000.
- Vents de canvi. L'Església davant els signes dels temps. Quadern 178. Barcelona: Cristianisme i Justícia, febrer de 2012.
- l'Iraq, guerra preventiva?. (Amb José I. González Faus i Lluís Sols Lucia). Quadern 117. Barcelona: Cristianisme i Justícia, gener de 2003.

A més, fruit de la seva participació amb diversos membres de l'equip de CJ:
- Noves fronteres, un mateix compromís. Quadern 200. Barcelona: Cristianisme i Justícia, setembre de 2016.

Francisco Javier Vitòria Cormenzana també compta amb nombrosos articles a Església Viva i al blog de Cristianisme i Justícia.